# Molekulová dynamika
Molekulová dynamika (MD) je vědecká výpočetní metoda, která užívá počítačové simulace ke studiu pohybu atomů a molekul. Studovaným atomům a molekulám je dovoleno interagovat po přesně definovanou dobu simulace, což následně umožňuje sledovat dynamický vývoj a pohyb daného systému. V běžném případě je výsledkem tzv. trajektorie, kterou je možno získat řešením Newtonových pohybových rovnic pro interagující atomy. Síly mezi interagujícími atomy a jejich potenciální energie jsou získávány z interakčních potenciálů a silových polí založených na principech molekulové mechaniky. Tato metoda je nejčastěji uplatňována ve fyzikální chemii, biofyzice nebo materiálových vědách.
Velikost většiny studovaných systémů neumožňuje analytické řešení pohybových rovnic interagujících atomů. MD simulace řeší tento problém použitím numerických metod, které poskytují méně přesné, nicméně stále přijatelné řešení. Metody MD jsou tedy založené na aproximacích pramenících z použitých matematických a fyzikálních přístupů. Chyby a nepřesnosti této metody lze minimalizovat užitím správných algoritmů a parametrů, ale nikdy je nelze zcela odbourat. Navzdory těmto nedokonalostem jsou MD simulace velmi cenným nástrojem například při studiu biologických systémů a při vývoji nových léků.

## Výpočetní náročnost
MD simulace jsou relativně výpočetně náročné: mikrosekundové simulace biologicky relevantních systémů mohou trvat i měsíce a konzumovat tak mnoho výpočetního času a energie. Zásadním problémem je rychlý pohyb atomů vázaných chemickou vazbou (10 fs), které dohromady tvoří velký, pomalu se pohybující systém (μs až s), jehož vývoj se simulace snaží sledovat. Je tady zapotřebí zaznamenat velké množství jednotlivých kroků, které na sebe navazují a dohromady tvoří trajektorii, jež lze vnímat jako film vytvořený z těchto jednotlivých kroků. Paralelizace tohoto typu výpočtu je náročná, jelikož lze paralelizovat vždy pouze úkony spojené s jedním současným krokem, po jeho dokončení je možné pokračovat na další krok, který na něj bezprostředně navazuje.
Donedávna byl k výpočtu smysluplné trajektorie zapotřebí superpočítač, což se změnilo s nástupem grafických procesorů (GPU), které umožňují lokální a relativně levný výpočet trajektorie. Tento technický krok vpřed spolu s vývojem simulačního softwaru přispěl k rostoucí popularitě této metody. K urychlení výpočtu MD trajektorie jsou v některých případech používány stejné přístupy, jako při zefektivnění výkonu počítačových her.
Laboratoř D. E. Shawa vyvinula superpočítač Anton speciálně určený pro výpočet MD simulací. První generace tohoto počítače (Anton 1) byla představena roku 2008 a znamenala obrovský krok kupředu, jelikož byla schopna vypracovat mikrosekundové outputy v řádu dnů. Anton 1 využíval integrované obvody pro konkrétní aplikace (ASIC, anglicky Application-Specific Integrated Circuits) propojené specializovanou vysokorychlostní trojrozměrnou torusovou sítí, což umožnilo výpočet výrazně delších MD simulací za zlomek výpočetního času.
Roku 2016 uvedla organizace D. E. Shaw Research Anton 2. Tato generace staví na principu svého předchůdce, ale dále využívá pokroku v technologii výroby čipů, který umožnil vedle zvýšení počtu výpočetních jednotek i lepší paralelizaci.
V roce 2021 byl uveden Anton 3, který představuje současný vrchol technického vývoje v oblasti MD simulací. Tento superpočítač je schopen simulovat pohyb milionů atomů rychlostí až 100 μs za den a to za nižší spotřeby energie než obdobné superpočítače.